# Эбютерн, Жанна
Жа́нна Эбюте́рн (фр. Jeanne Hébuterne; 6 апреля 1898[…], Мо — 26 января 1920, Париж) — французская художница, модель и неофициальная жена художника Амедео Модильяни.

## Биография

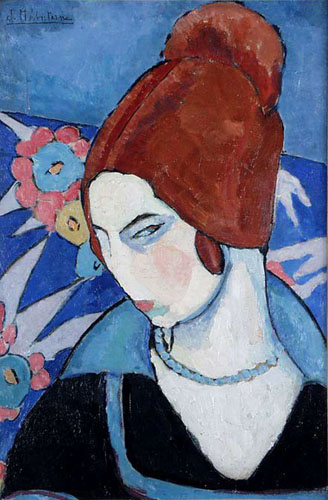
Автопортрет, 1916

### Детство и юность
Родилась в Париже в католической семье, её отец работал в универмаге Бон-Марше. Красивая девушка, она была введена в круг художников Монпарнаса своим братом Андре Эбютерном, который хотел стать художником. Жанна работала моделью у Цугухару Фудзиту. Однако желая сделать карьеру в области искусства и обладая незаурядным талантом, она поступила на учёбу в академию Коларосси.

### Встреча с Амедео Модильяни

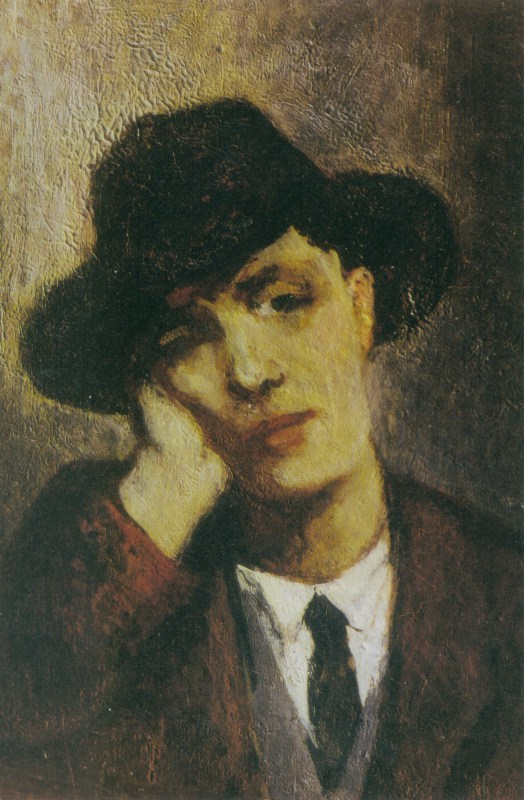
Портрет Амедео Модильяни, 1919

Весной 1917 года Жанна Эбютерн была представлена Амедео Модильяни скульптором Ханной Орловой, которая часто, как и многие другие представители искусства использовала учеников Академии в качестве моделей. У Жанны вскоре начался роман с харизматическим художником, вылившийся в страстную любовную связь. Вскоре она переехала к нему, несмотря на решительное противодействие со стороны её глубоко католических родителей.
Описываемая швейцарским писателем Шарлем-Альбером Сингриа как нежная, застенчивая, спокойная и деликатная, Жанна Эбютерн стала главной темой в живописи Модильяни. Осенью 1918 года пара сменила Париж на тёплый климат Ниццы, расположенной во французской Ривьере, где агент Модильяни надеялся продать его произведения богатым знатокам искусства, проводившим там зиму. Находясь в Ницце, 29 ноября Жанна родила дочь. Весной следующего года они вернулись в Париж и Жанна вновь забеременела. К этому времени Модильяни страдал от туберкулёзного менингита и его состояние быстро ухудшалось.

### Смерть
24 января 1920 года Амедео Модильяни умер. Семья Жанны привезла её домой, но обезумевшая от горя женщина на следующий день после смерти Модильяни выбросилась из окна пятого этажа, убив себя и нерожденного ребенка. Родственники, обвинявшие в её гибели Модильяни, похоронили Жанну на кладбище Баньё. Почти десять лет спустя семья Жанны позволила перенести её останки на кладбище Пер-Лашез, где она была похоронена рядом с Модильяни.

## Дети
Их дочь, Жанна Модильяни (1918—1984), была взята на воспитание сестрой Амедео Модильяни, жившей во Флоренции, Италия. Она выросла, практически ничего не зная о своих родителях, и только став взрослой, смогла узнать подробности их жизни. В 1958 году она написала биографию своего отца, которая была опубликована на английском языке в Соединённых Штатах под названием «Модильяни: Человек и Миф».

## Наследие
Долгое время после смерти художницы были известны только 6 её работ. Через 24 года ещё 9 её работ были найдены в мастерской её брата, художника, в доме 12 на улице rue de Seine. Это были портреты и пейзажи. Потребовалось более тридцати лет, прежде чем учёные убедили наследников Эбютерн разрешить общественности доступ к художественному наследию Жанны Эбютерн. Её работы были впервые представлены в музее Монпарнас, а затем на выставках в городах Анкона, Казерта, Бари, а также на посвящённой творчеству Модильяни выставке в Венеции в октябре 2000 года.
Как минимум один рисунок Жанны Эбютерн находится в России. Поэт и переводчик поэзии Марк Владимирович Талов, вернувшийся на родину из эмиграции (Франция, 1913—1922), привёз свой портрет, выполненный Жанной Эбютерн. В настоящее время рисунок находится в коллекции Дома русского зарубежья имени Александра Солженицына. Талов оставил воспоминания об Амедео Модильяни и Жанне Эбютерн.

## Портреты Жанны Эбютерн работы Модильяни

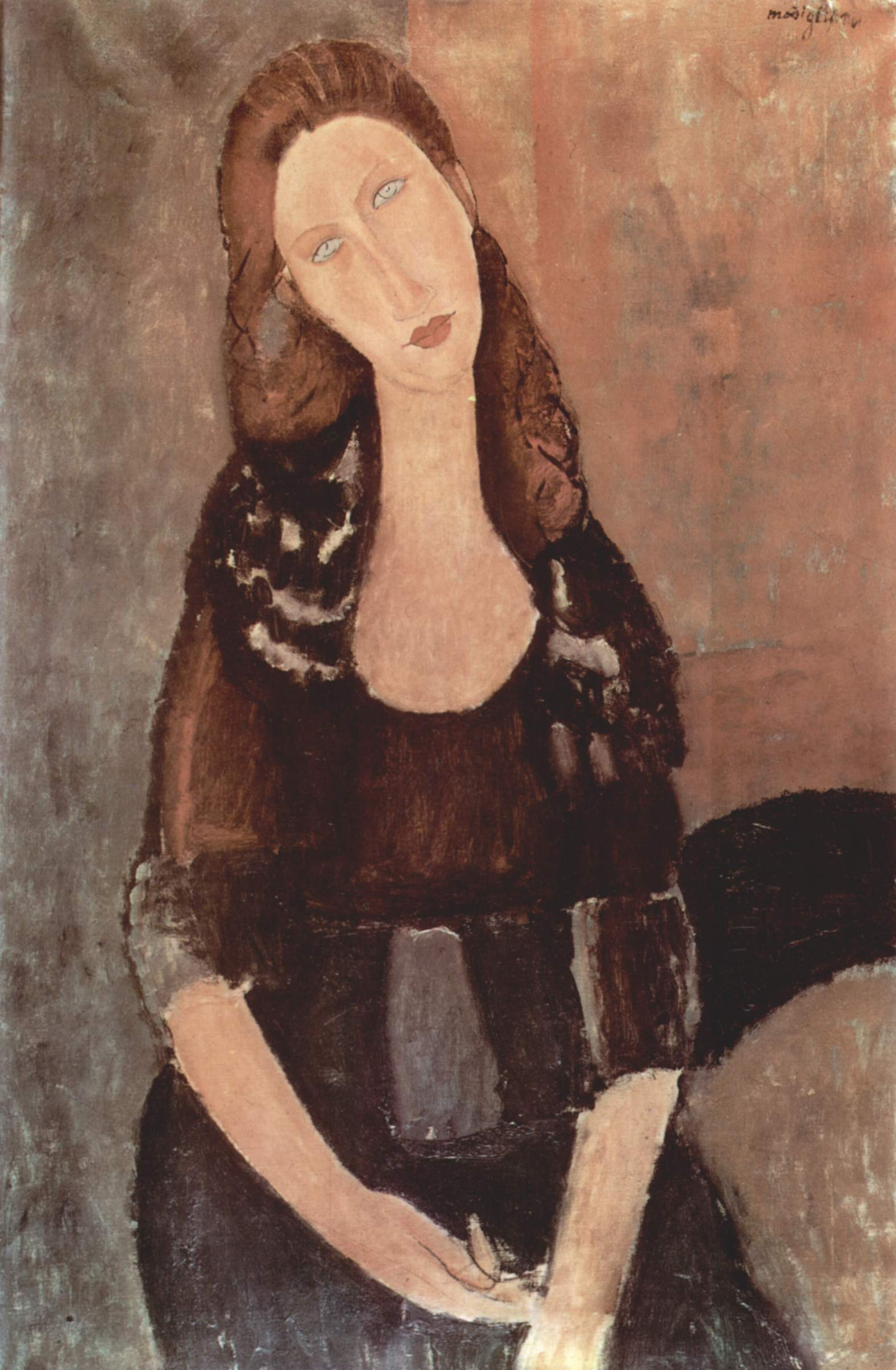
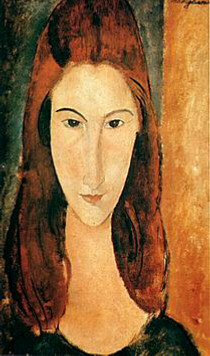
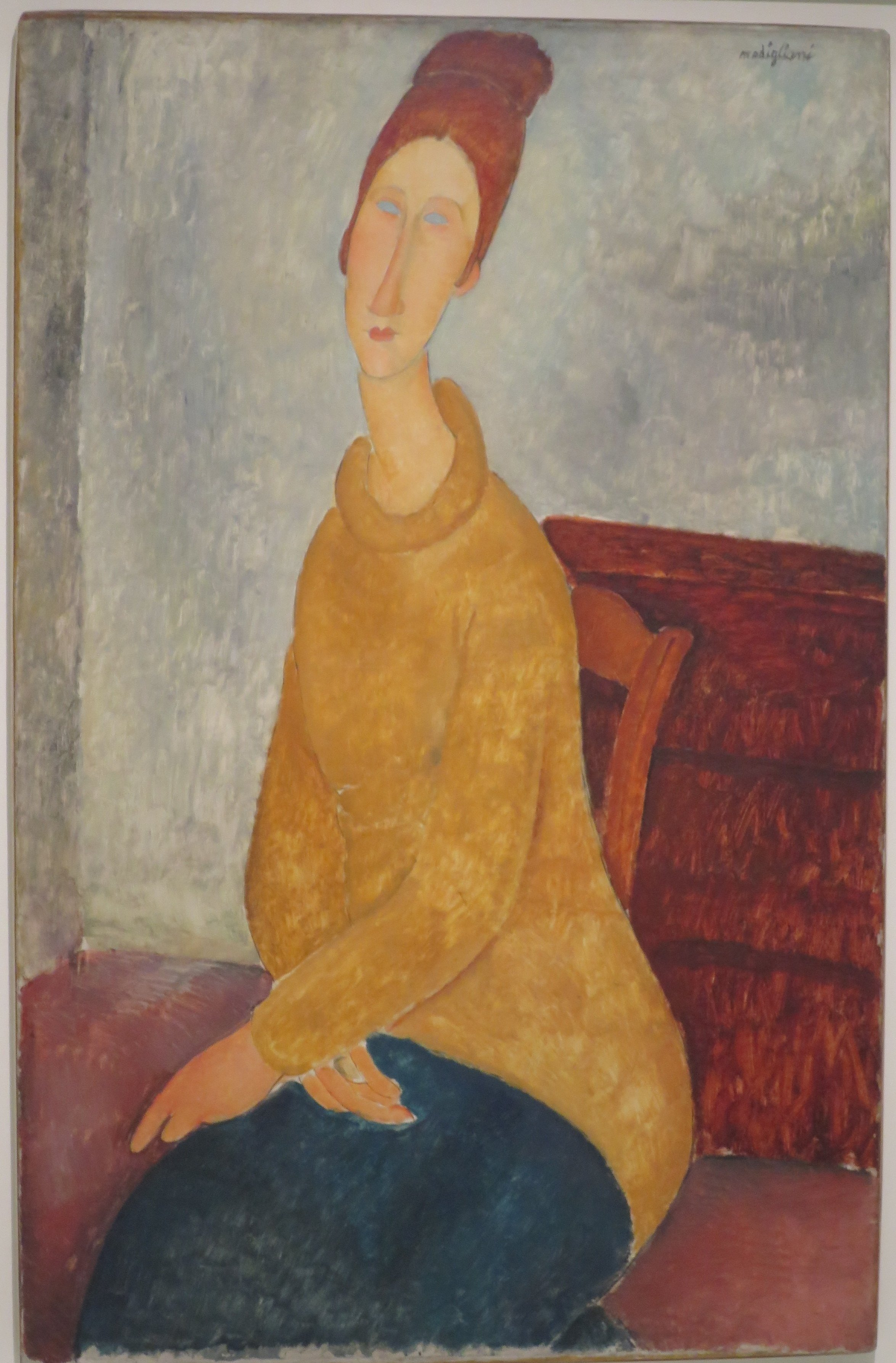
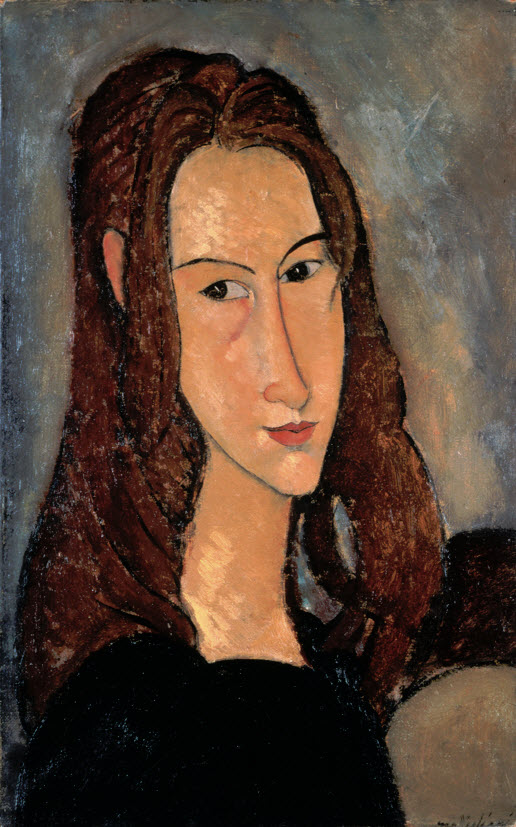

## В кинематографе
- В биопике о жизни Модильяни «Монпарнас, 19» роль Жанны исполнила Анук Эме.
- В фильме «Модильяни» эта роль досталась Эльзе Зильберштейн.